# EC 1.12
La EC 1.12 è una sottoclasse della classificazione EC relativa agli enzimi. Si tratta di una sottoclasse delle ossidoreduttasi che include enzimi che utilizzano idrogeno come donatore di elettroni.

## Sotto-sottoclassi
Esistono otto ulteriori sotto-sottoclassi:
- EC 1.12.1: con NAD+ o NADP+ come accettore;
- EC 1.12.2: con un citocromo come accettore;
- EC 1.12.5: con un chinone come accettore;
- EC 1.12.7: con una proteina contenente centri ferro-zolfo come accettore;
- EC 1.12.98: con altri accettori conosciuti;
- EC 1.12.99: con altri accettori sconosciuti.